# Người Mỹ gốc Slovenia
Người Mỹ gốc Slovenia là người Mỹ có nguồn gốc toàn bộ hoặc một phần người Slovenia. Người Slovenia di cư sang Mỹ trong thời kỳ di cư hàng loạt của người Litva từ những năm 1880 đến chiến tranh thế giới thứ nhất.

## Lịch sử
Người Slovenia đầu tiên định cư tại Hoa Kỳ là một số nhà truyền giáo; Các linh mục người Slovenia đã xây dựng một số nhà thờ và trường học đầu tiên ở các bang Michigan, Wisconsin, Minnesota và ở một số khu vực của Canada. Hai trong số những người truyền giáo đầu tiên là Cha Anton Kappus và Cha Frederic Baraga, sau này là giám mục của Marquette. Năm 1730, một số người dân cư trú tại các cộng đồng nông nghiệp nhỏ ở Georgia Có một số binh sĩ người Slovenia cũng đã chiến đấu trong Cách mạng Mỹ. Nhiều người trong số những người nhập cư sớm này là những người nói song ngữ tiếng Slovennia và tiếng Đức). Cho đến năm 1880, cộng đồng người Slovenia ở Hoa Kỳ rất nhỏ bé. Giữa năm 1880 và chiến tranh thế giới thứ nhất, số lượng người nhập cư gốc Slovenia đã tăng đáng kể, đạt khoảng 180.000 đơn vị. Hầu hết trong số này di cư từ năm 1905 đến 1913, mặc dù con số chính xác là không thể xác định được, bởi vì người dân thường được phân loại là người Áo, Ý, Croatia và hầu hết Slav. Hầu hết các cộng đồng người nhập cư gốc Slovenia được sinh ra tại các thành phố công nghiệp ở Trung Tây, đặc biệt là ở Ohio và Pennsylvania. Hai thời kỳ di cư lớn hơn vào Hoa Kỳ là những năm sau chiến tranh thế giới thứ nhất (1919-1923) và chiến tranh thế giới thứ hai (1949-1956). Hầu hết những người nhập cư từ Slovenia đến Hoa Kỳ đều có tôn giáo là công giáo Roma, nhưng một thiểu số là giáo hội Luther).